# Richard Allen
Richard James Allen (Nagpur, Índia, 1902 - Bangalore, 1969) fou un jugador d'hoquei sobre herba indi, guanyador de tres medalles olímpiques d'or.

## Biografia
Va néixer el 4 de juny de 1902 a la ciutat de Nagpur, població situada a l'estat de Maharashtra, que avui dia forma part de l'Índia però que en aquells dies formava part de l'Índia britànica (Imperi Britànic).
Va morir el 1969 a la ciutat de Bangalore, població situada a l'estat indi de Karnataka.

## Carrera esportiva
Va participar, als 25 anys, als Jocs Olímpics d'Estiu de 1928 realitzats a Amsterdam (Països Baixos), on va aconseguir guanyar la medalla d'or en guanyar la final olímpica, on fou el porter de la selecció índia, davant la selecció neerlandesa. Posteriorment repetí aquesta mateixa medalla en els Jocs Olímpics d'Estiu de 1932 realitzats a Los Angeles (Estats Units), on derrotà en la final la selecció japonesa, i en els Jocs Olímpics d'Estiu de 1936 realitzats a Berlín (Alemanya nazi), on derrotà la selecció alemanya.